# 豊田市立駒場小学校
豊田市立駒場小学校（とよたしりつ こまばしょうがっこう）は、愛知県豊田市駒場町新生58にある公立小学校。

## 沿革
- 1873年（明治6年）10月 - 創立[1]。
- 1989年（平成元年） - 体育館を改築[1]。
- 1993年（平成5年） - モニュメント「真優良馬」（まほらま）を設置[1]。

・2022年(令和4年)遊具を改装

## 学区
逢妻女川と逢妻男川の合流点付近の地域が学区である。学区には水田や果樹園が広がっているが、学校の敷地の隣には国道155号が通っており、近年には高層マンションも建つようになっている。公立中学校に進学する場合の進学先は豊田市立前林中学校。
- 生駒町[2]
- 駒新町[2]
- 駒場町[2]
- 中田町[2]

## 校区の主な施設
- 逢妻女川
- 逢妻男川
- 高岡公園
- 豊田駒場郵便局